# Теорема Вієта
Теоре́ма Віє́та — формули, названі на честь Франсуа Вієта, що виражають коефіцієнти многочлена через його корені.
Ці формули зручно використовувати для перевірки правильності знаходження коренів та для задання многочлена з визначеними властивостями.

## Формули
Якщо {\displaystyle x_{1},x_{2},\ldots ,x_{n}} — корені многочлена {\displaystyle x^{n}+a_{1}x^{n-1}+a_{2}x^{n-2}+...+a_{n}}
(кожен корінь присутній відповідно до його кратності),

то коефіцієнти {\displaystyle a_{1},\ldots ,a_{n}} є елементарними симетричними многочленами від коренів, а саме:
{\displaystyle {\begin{matrix}a_{1}&=&-(x_{1}+x_{2}+\ldots +x_{n})\\a_{2}&=&x_{1}x_{2}+x_{1}x_{3}+\ldots +x_{1}x_{n}+x_{2}x_{3}+\ldots +x_{n-1}x_{n}\\a_{3}&=&-(x_{1}x_{2}x_{3}+x_{1}x_{2}x_{4}+\ldots +x_{n-2}x_{n-1}x_{n})\\\cdots &&\cdots \\a_{n-1}&=&(-1)^{n-1}(x_{1}x_{2}\ldots x_{n-1}+x_{1}x_{2}\ldots x_{n-2}x_{n}+\ldots +x_{2}x_{3}...x_{n})\\a_{n}&=&(-1)^{n}x_{1}x_{2}\ldots x_{n}\end{matrix}}.}
Іншими словами {\displaystyle (-1)^{k}a_{k}} дорівнює сумі всіх можливих {\displaystyle k}-добутків із коренів.
Якщо старший коефіцієнт многочлена {\displaystyle a_{0}\neq 1}, то для застосування формули Вієта необхідно розділити всі коефіцієнти на {\displaystyle a_{0}}.
Із останньої формули Вієта випливає, що якщо корені многочлена є цілими, то вони є дільниками його вільного члена, який також є цілим.

## Доведення
Доведення використовує рівність
{\displaystyle x^{n}+a_{1}x^{n-1}+a_{2}x^{n-2}+\ldots +a_{n}=(x-x_{1})(x-x_{2})\ldots (x-x_{n})}.
Права частина представляє многочлен, розкладений на множники.
Після розкриття дужок, коефіцієнти при однакових степенях x повинні бути однаковими в обох частинах рівності, з чого слідують формули Вієта.

## Приклади
- Якщо {\displaystyle x_{1},x_{2}} корені квадратного рівняння {\displaystyle ax^{2}+bx+c=0} то

{\displaystyle x_{1}+x_{2}={\frac {-b}{a}},\qquad x_{1}x_{2}={\frac {c}{a}}}.
- В частковому випадку при {\displaystyle a=1} (квадратне рівняння {\displaystyle x^{2}+px+q=0}), то

{\displaystyle \ x_{1}+x_{2}=-p,\qquad x_{1}x_{2}=q}.
- Якщо {\displaystyle x_{1},x_{2},x_{3}} корені кубічного рівняння {\displaystyle ax^{3}+bx^{2}+cx+d=0} то

{\displaystyle x_{1}+x_{2}+x_{3}={\frac {-b}{a}},\qquad x_{1}x_{2}+x_{1}x_{3}+x_{2}x_{3}={\frac {c}{a}},\qquad x_{1}x_{2}x_{3}=-{\frac {d}{a}}}.
- В частковому випадку  (кубічне рівняння {\displaystyle x^{3}+px+q=0}), то

{\displaystyle x_{1}+x_{2}+x_{3}=0,\qquad x_{1}x_{2}+x_{1}x_{3}+x_{2}x_{3}=p,\qquad x_{1}x_{2}x_{3}=-q}.
- Якщо {\displaystyle x_{1},x_{2},x_{3},x_{4}} корені рівняння четвертого степеня {\displaystyle ax^{4}+bx^{3}+cx^{2}+dx+e=0} то

{\displaystyle x_{1}+x_{2}+x_{3}+x_{4}={\frac {-b}{a}},\qquad x_{1}x_{2}+x_{1}x_{3}+x_{1}x_{4}+x_{2}x_{3}+x_{2}x_{4}+x_{3}x_{4}={\frac {c}{a}},}
{\displaystyle x_{1}x_{2}x_{3}+x_{1}x_{2}x_{4}+x_{1}x_{3}x_{4}+x_{2}x_{3}x_{4}=-{\frac {d}{a}},\qquad x_{1}x_{2}x_{3}x_{4}={\frac {e}{a}}}.
- В частковому випадку  (рівняння {\displaystyle x^{4}+px^{2}+qx+r=0}), то

{\displaystyle x_{1}+x_{2}+x_{3}+x_{4}=0,\qquad x_{1}x_{2}+x_{1}x_{3}+x_{1}x_{4}+x_{2}x_{3}+x_{2}x_{4}+x_{3}x_{4}=p,}
{\displaystyle x_{1}x_{2}x_{3}+x_{1}x_{2}x_{4}+x_{1}x_{3}x_{4}+x_{2}x_{3}x_{4}=-q,\qquad x_{1}x_{2}x_{3}x_{4}=r}.